# Günter Breithardt

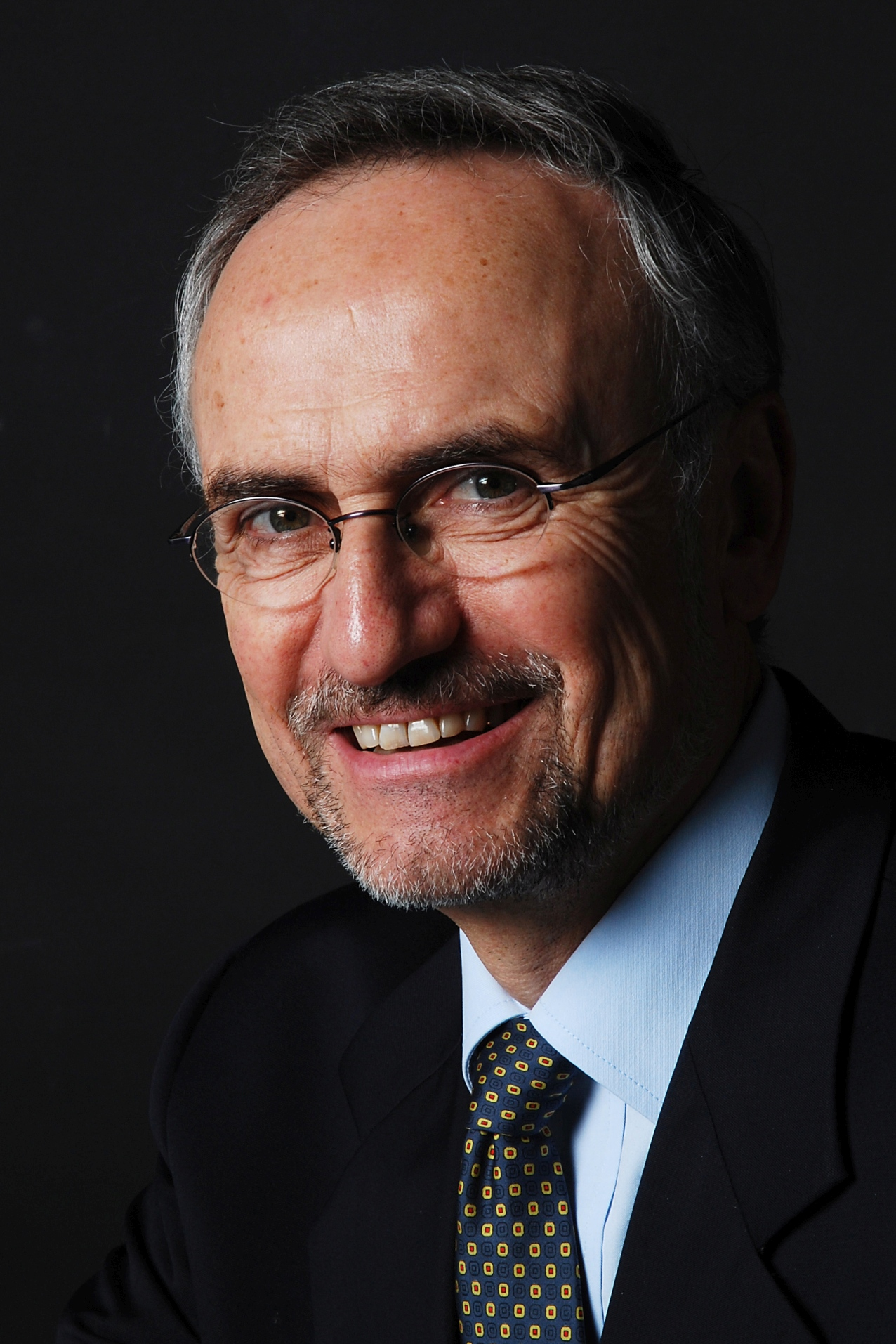
Günter Breithardt, 2009

Günter Breithardt (* 19. Januar 1944 in Haan/Rheinland) ist ein deutscher Mediziner, Kardiologe und emeritierter Universitätsprofessor. Er ist bekannt durch seine Forschungsergebnisse auf dem Gebiet der Rhythmologie, vor allem der Diagnostik und pharmakologischen und nicht-pharmakologischen Therapie von Herzrhythmusstörungen und des akuten Herztodes, insbesondere auch der Identifizierung von Arrhythmie-auslösenden Genmutationen. 21 Jahre hat er die Medizinische Klinik und Poliklinik C (Kardiologie, Angiologie, Intensivmedizin) des Universitätsklinikums Münster geleitet. Eine Reihe seiner akademischen Schüler besetzen universitäre Leitungs- und Chefarztpositionen.

## Werdegang
Von 1963 bis 1968 studierte er Humanmedizin an den Universitäten Tübingen, Wien und Düsseldorf. Mit der Dissertation „Autohistoradiographische Untersuchungen über den Einbau von H-3-Leucin in den hypertrophierten Herzmuskel nach Schwimmtraining“ am Pathologischen Institut der Universität Düsseldorf wurde Breithardt 1969 zum Dr. med. promoviert. Die Approbation als Arzt erhielt er 1970. Seinen Wehrdienst leistete er 1971 als Stabsarzt am Institut für Wehrmedizin und Hygiene in Koblenz.
Breithardt ist mit einer Norwegerin verheiratet und hat einen Sohn und eine Tochter, die sich – in der Human- bzw. der Veterinärmedizin – ebenfalls auf Kardiologie spezialisiert haben.

## Berufsleben
Ab 1970 war Breithardt als Wissenschaftlicher Assistent zunächst am Institut für Pathologie der Universität Düsseldorf unter Leitung von Hubert Meessen, ab 1971 an der Medizinischen Klinik und Poliklinik unter Leitung von Franz Loogen, dem Nestor der deutschen Kardiologie, tätig. Die Anerkennung als Facharzt für Innere Medizin erfolgte 1976, für die Teilgebietsbezeichnung Kardiologie 1977. Im Jahr 1978 habilitierte Breithardt sich mit einer Arbeit über „Klinisch-elektrophysiologische Untersuchungen der Sinusknotenfunktion“ und wurde Oberarzt an der Medizinischen Klinik und Poliklinik B der Universität Düsseldorf.

1982 wurde er zum Professor (C3 auf Zeit) an der Universität Düsseldorf ernannt. Dort leitete er u. a. das Elektrophysiologische Labor der Klinik für Kardiologie, Angiologie und Pneumologie. 1984 wurde er zum Professor auf Lebenszeit (C3) berufen.

1988 folgte er einem Ruf an die Universität Münster, wo er zum Professor auf Lebenszeit (C4) und zum Direktor der Medizinischen Klinik und Poliklinik C (Kardiologie und Angiologie, inklusive Internistische Intensivmedizin) ernannt wurde.

1991 übernahm er außerdem die Leitung des Bereichs „Koronare Herzkrankheit“ (später Molekulare Kardiologie) am Leibniz-Institut für Arterioskleroseforschung der Universität Münster.

## Wissenschaftliche Tätigkeit
Forschungsschwerpunkte von Breithardt sind die Klinische Elektrophysiologie, Arrhythmiediagnostik und –therapie, Molekulargenetik von Arrhythmien, Mechanismen von Herzinsuffizienz und von Arrhythmien und akutem Herztod, Mechanismen der Re-Stenose sowie die Arteriosklerose.
Initial führte er am Institut für Pathologie der Universität Düsseldorf elektronenmikroskopische und histoautoradiographische Untersuchungen zur Organkonservierung in Zusammenarbeit mit der Abteilung für angewandte und klinische Pharmakologie (Prof. M. Siess) der Philipps-Universität Marburg durch.
Nach Wechsel in die Klinik von Franz Loogen gegen Ende 1971 war Breithardt in zunehmendem Maße, zusammen mit seinem Mentor Ludger Seipel, an der sich entwickelnden Klinischen Elektrophysiologie beteiligt. Er wurde führend in der Erforschung der Sinusknotenfunktion. Breithardt war einer der Pioniere der signalgemittelten Elektrokardiographie und entwickelte ein umfangreiches Programm für die elektrophysiologische Kartierung (Mapping), indem seine Arbeitsgruppe – zusammen mit den Herzchirurgen – eine der größten Kohorten von Patienten aufstellte, die sich einer Operation aufgrund von lebensbedrohlicher ventrikulärer Tachykardie unterzogen. 

Er ist Mitherausgeber von vier Auflagen (1993, 2003, 2009 und 2013) des Standardwerks Cardiac Mapping zur Lokalisationsdiagnostik von Herzrhythmusstörungen.
Zu seinen klinischen Pionierleistungen gehören die weltweit ersten Katheterablationen der AV-Überleitung und einer rechtsseitigen akzessorischen Bahn mit einer „incessant“ supraventrikulären Reentry-Tachykardie mittels Hochfrequenzstrom im Jahr 1986 in Düsseldorf mit dem von Peter Osypka entwickelten HAT 100-Generator, der eine reproduzierbare Dosis-Wirkungs-Kurve erlaubte. Hierbei wurde ein Katheter mit kontinuierlicher Spülung verwendet, um Gerinnsel oder Überhitzung der Katheterspitze zu verhindern, was später zu einem Standard wurde. Die Methode der Ablation mittels Hochfrequenzstrom gilt heute als Standardtherapie.

Bereits zwei Jahre zuvor, 1984, hatte er – zusammen mit den Herzchirurgen der Universität Düsseldorf – als erster in Deutschland einen Implantierbaren Kardioverter-Defibrillator (ICD) eingesetzt.
Fünf Jahre später, 1989, war es seine Arbeitsgruppe, die als weltweit erste einen ICD der 3. Generation implantierten.
Unter seiner Leitung wurde an der Universität Münster ein Forschungsprogramm initiiert, das sich speziell mit den Mechanismen von Arrhythmien und Herzinsuffizienz befasste und die Molekulargenetik sowie eine Vielzahl von Tiermodellen von Mäusen bis zu Kaninchen in vivo und ex vivo umfasste.
Seine Arbeitsgruppe war an dem Konsortium beteiligt, das die ersten Genmutationen für das Brugada-Syndrom identifizierte, die erste für die Sinusknotenerkrankung verantwortliche Mutation beschrieb und Plakophilin-2 als die häufigste Mutation identifizierte, die der arrhythmogenen rechtsventrikulären Kardiomyopathie zugrunde liegt.
Anerkannt ist Breithardts Engagement für den wissenschaftlichen Nachwuchs. Er hat in seiner Klinik junge Mediziner mit Potenzial gefördert. Mehr als 20 seiner akademischen Schüler sind in universitären Leitungspositionen und Chefarztpositionen.
An der Universität Düsseldorf war Breithardt Mitglied im DFG-Sonderforschungsbereich SFB 30 Kardiologie und Mitgründer und stellvertr. Sprecher des nachfolgenden Sonderforschungsbereiches 242 „Komplikationen der Koronaren Herzkrankheit“, einschließlich Plötzlicher Herztod, später in Münster Gründer und Sprecher des SFB 556 „Herzinsuffizienz und Arrhythmien – von den molekularen Grundlagen zur Klinik“ (1999–2003), Mitgründer des Interdisziplinären Zentrums für Klinische Forschung (IZKF) und stellv. Vorsitzender des BMBF-geförderten multizentrischen CAD-REF-Registers zur Erfassung von Patienten mit Koronarer Herzkrankheit (KHK) und chronischen Nierenerkrankungen.
Breithardt ist Gründungsmitglied und war von 2003 bis 2015 Vorsitzender des Kompetenznetz Vorhofflimmern (AFNET), einer international anerkannten Forschungsplattform zum Thema Vorhofflimmern. Das AFNET wurde bis 2014 im Rahmen der Kompetenznetze in der Medizin vom BMBF gefördert; seither ist es eine selbständige Akademische Forschungsplattform, die seit Januar 2015 mit dem Deutschen Zentrum für Herz-Kreislauf-Forschung (DZHK) kooperiert. Durch sieben internationale Konsensuskonferenzen hat das AFNET zusammen mit dem Partner EHRA zur Ausrichtung der internationalen Forschung auf diesem Gebiet beigetragen.
Breithardt und seine Gruppe haben Drittmittel eingeworben, die Peter-Lancier-Stiftungsprofessur, die Peter-Osypka-Stiftungsprofessur, eine Stiftungsprofessur „EMAH“ der Fördergemeinschaft EMAH und eine Schwerpunktprofessur Molekulare Genetik myokardialer Erkrankungen des Landes NRW, die am Uniklinikum Münster den Aufbau einer mehrgliedrigen Klinik mit selbständig geleiteten Schwerpunkten Kardiologie I (inkl. Intensivmedizin und Angiologie), II und III, sowie dem Institut für Genetik von Herzerkrankungen und dem Herz-MRT-Zentrum ermöglicht haben.

## Aktivität in Gremien und Fachgesellschaften
Breithardt war in der Deutschen Gesellschaft für Kardiologie (DGK) u. a. Mitbegründer – und von 1983 bis 1986 Vorsitzender – der Arbeitsgruppe Arrhythmiediagnostik, Mitglied der Kommission für Klinische Kardiologie (1985–1997), Mitglied des Beirats der DGK (1988), Mitbegründer des Vereins und späteren Instituts für klinisch-kardiovaskuläre Forschung (IKKF) (1997–98) sowie Vorsitzender der Interdisziplinären Task Force „Erwachsene mit angeborenen Herzfehlern“ (2004–2018), Vorsitzender der Kommission für Wissenschaftliche Qualität (2009–2013) und Vorsitzender der Task Force „Spezielle Rhythmologie“ (2011–2015). 1997 wurde er zum Präsidenten der Gesellschaft (Amtsperiode 1999–2001) gewählt.
Er hat an der Entwicklung evidenzbasierter Leitlinien u. a. zur Koronaren Herzkrankheit/Angina pectoris (1998), Implantation von Defibrillatoren (2000), Koronaren Herzkrankheit und Niereninsuffizienz (2006), interdisziplinären Versorgung von Erwachsenen mit angeborenen Herzfehlern (2006) und Behandlung von Erwachsenen mit angeborenen Herzfehlern (2008) sowie eines Rhythmologie-Curriculums (2012) und einer Stellungnahme der DGK zur Über-, Unter- und Fehlversorgung (2000) mitgewirkt.
Unter seiner Leitung hat die Interdisziplinäre Task Force „Angeborene Herzfehler im Erwachsenenalter (EMAH)“ Empfehlungen zur Struktur der Versorgung dieser an Zahl zunehmenden Patientengruppe sowie Leitlinien zur Versorgung und Empfehlungen zur Zusatzqualifikation für EMAH-Spezialisten herausgegeben. Letztere Empfehlungen führten zur Aufnahme von EMAH in die Muster-Weiterbildungsordnung der Bundesärztekammer.
In der European Society of Cardiology (ESC) war Breithardt u. a. Generalsekretär des Europäischen Kardiologenkongresses 1984 in Düsseldorf, Gründungsvorsitzender des wissenschaftlichen Programmkomitees (1986–1990), seit 1986 Mitglied im Nucleus of the Working Group on Arrhythmias der ESC, Gründungsvorsitzender des Research Committee (1990–1992), 1990-2000 Mitglied im Board der ESC, Councillor-in-Charge of the Working Groups der ESC (1991–1994), Vorsitzender der Working Group Arrhythmias (1994–1996), Gründungsvorsitzender des Committee for Clinical and Scientific Initiatives, jetzt Clinical Practice Guidelines (1994–1996), Mitglied des European Affairs Committee (1996–1998), Vorsitzender des ESC Ethics Committee (ab 2017) und Vorsitzender des Declaration of Interest (DOI) Committee (2018–2022). 1994 wurde er als zweiter deutscher Kardiologe zum Präsidenten der Gesellschaft (Amtsperiode 1996–1998) gewählt. 

Er war zudem Vorsitzender der Task Force von ESC, AHA und American College of Cardiology (ACC) für „Standards for analysis of ventricular late potentials using high-resolution or signal-averaged electrocardiography“ (1987–1990), welche überhaupt die erste gemeinsame Task Force dieser drei großen Fachgesellschaften war.
Breithardt war von 1997 bis 1998 europäischer Vertreter im Vorstand (Executive Board) der International Society and Federation of Cardiology (ISFC), jetzt World Heart Federation (WHF), Mitglied im Vorstand des Council on Clinical Cardiology der WHF (2005–2008), stellvertretender Vorsitzender des Medizintechnischen Ausschusses des Gesundheitsforschungsrates des BMBF (1999–2001), Mitglied des Wissenschaftlichen Ausschusses und des Kuratoriums des Max-Delbrück-Centrums Berlin (seit 2000), stellvertretender Vorsitzender (2004–2006) und Vorsitzender des Nationalen Registers für angeborene Herzfehler (2007–2009), Sprecher und geschäftsführender Vorstand des Kompetenznetzes Angeborene Herzfehler (2008–2009), Mitglied des Vorstands des Deutschen Stiftung für Herzforschung (2008–2016).

Von 1998 bis 2009 war er Mitglied des Wissenschaftlichen Beirats (Scientific Advisory Committee) der Leducq Foundation for Cardiovascular Research. Von 2008 bis 2013 war Breithardt Mitglied des internationalen Beirats von CARIM, dem Herz-Kreislauf-Forschungszentrum der Universität Maastricht. Seit 2009 ist er Europäischer Vertreter bei der globalen Initiative zur Sensibilisierung für die Probleme durch Vorhofflimmern (AF AWARE) und Mitglied des internationalen Beirats des Interuniversitair Cardiologisch Instituut Nederland (ICIN). Von 2011 bis 2012 war er Gastprofessor der Königlich Niederländischen Akademie der Wissenschaften am Niederländischen Herz-Institut. Seit 2011 ist er Mitglied des internationalen wissenschaftlichen Beirats von CardioVasculair Onderzoek Nederland (CVON). Seit 2005 Mitglied im wissenschaftlichen Beirat des Bundesverbands Herzkranke Kinder.
Seit seiner Emeritierung ist Breithardt Mitglied im Vorstand der Karla-Völlm-Stiftung zur Förderung des EMAH-Zentrums Universitätsklinik Münster.
Breithardt ist Mitglied der folgenden Fachgesellschaften:
- Deutsche Gesellschaft für Innere Medizin (DGIM)
- Deutsche Gesellschaft für Internistische Intensivmedizin und Notfallmedizin (DGIIN)
- European Atherosclerosis Society (EAS)
- European Heart Rhythm Association (EHRA)
- American Electrophysiology Society
- North American Society for Pacing and Electrophysiology (NASPE); heute Heart Rhythm Society (HRS)
- International Society for Holter and Noninvasive Electrophysiology (ISHNE)

## Ehrungen
- 1978 erhielt er den Edens-Preis der Universität Düsseldorf für die Arbeit „Klinisch-elektrophysiologische Untersuchungen der Sinusknotenfunktion“[46][2]
- 1988 erhielt er den Arthur-Weber-Preis der Deutschen Gesellschaft für Kardiologie für seine elektrophysiologische Forschung über die Rhythmusstörungen des Herzens[47][2]
- 1998 erhielt er die Goldmedaille der European Society of Cardiology[48]
- 1998 erhielt er den Award on Cardiac Electrophysiology der Hellenic Society of Cardiology
- 2000 hielt er die Ronnie Campbell Lecture „Sudden cardiac death: molecular genetics and repolarisation“[49] der British Cardiovascular Society
- 2000 erhielt er den Distinguished Scientist Award des International Congress Cardiac Pacing and Electrophysiology
- 2005 hielt er auf dem Middle East Cardiopace Meeting die Philippe Coumel Lecture „The autonomic nervous system and the heart“
- 2006 erhielt er die Ehrendoktorwürde der Universität Coimbra[2][50]
- 2009 erhielt er die Carl-Ludwig-Ehrenmedaille der DGK[51]
- 2013 erhielt er den Outstanding Achievement Award der European Cardiac Arrhythmia Society (ECAS)[52]
- 2015 hielt er die Einthoven Lecture „Atrial fibrillation – from mechanisms to improved care“ der European Heart Rhythm Association (EHRA)[53]
- 2016 erhielt er für sein Lebenswerk den Werner-Forßmann-Preis der Stiftung Kardiologie 2000 der Ruhr-Universität Bochum[54]
- 2016 erhielt er von der DSHF und der DGK den Wissenschaftspreis der Gertrud-Spitz-Stiftung[55]
- 2017 hielt er die Henry N. Neufeld Lecture „Atrial Fibrillation – From Epidemiology to Prevention and Management“ der International Society of Cardiovascular Pharmacology (ISCP)[56]
- 2021 mit dem ESC President´s Award for Exceptional Contributions to the ESC ausgezeichnet[57]
- 2023 wurde er als Dritter, nach Pedro Brugada (2017) und Michel Haïssaguerre (2019), mit dem „Luigi Luciani Electrophysiology Award“, u. a. der Associazione Italiana di Aritmologia e Cardiostimolazione (AIAC) ausgezeichnet[58][59][60]
- 2024 wurde ihm für seine herausragenden Beiträge zur Herzrhythmus-Forschung der „AFNET Lecture on Arrhythmias Award“ verliehen[61][62]
- 2024 wurde er für sein berufliches und ehrenamtliches Engagement mit dem Bundesverdienstkreuz am Bande ausgezeichnet[63]

### Ehrenmitgliedschaften
Breithardt ist Fellow der europäischen Gesellschaft für Kardiologie (ESC), des American College of Cardiology (ACC) und der Heart Rhythm Society (FHRS) sowie korrespondierendes Mitglied der Portugiesischen Gesellschaft für Kardiologie, der Chilenischen Gesellschaft für Kardiologie und kardiovaskuläre Chirurgie und der Spanischen Gesellschaft für Kardiologie.
Er ist Ehrenmitglied der Slowakischen Gesellschaft für Kardiologie, der Polnischen Gesellschaft für Kardiologie (Polskie Towarzystwo Kardiologiczne), der Société Française de Cardiologie (SFC), der Norwegischen Gesellschaft für Kardiologie, der Königlichen Akademie für Medizin von Katalonien (Reial Acadèmia de Medicina de Catalunya) und des Kompetenznetzes Vorhofflimmern.

## Veröffentlichungen (Auswahl)
- mit L. Seipel The effect of premature atrial depolarization on sinus node automaticity in man. In: Circulation. 53, 1976, S. 920-925, doi:10.1161/01.CIR.53.6.920.
- mit L. Seipel, R. R. Abendroth und F. Loogen Serial electrophysiological testing of antiarrhythmic drug efficacy in patients with recurrent ventricular tachycardia. Eur Heart J. 1980; 1(1):11-24
- mit R. Becker, L. Seipel, R. R. Abendroth und J. Ostermeyer. Non-invasive detection of late potentials in man--a new marker for ventricular tachycardia. Eur Heart J 1981;2:1-11.
- mit anderen Standards for analysis of ventricular late potentials using high-resolution or signal-averaged electrocardiography. A statement by a Task Force Committee of the European Society of Cardiology, the American Heart Association, and the American College of Cardiology. In: Circulation. 83, 1991, S. 1481-1488, doi:10.1161/01.CIR.83.4.1481.
- Herzrhythmusstörungen. (Band 9 des Handbuchs der inneren Medizin) Springer Verlag, 5. Aufl., Berlin 1983 (zusammen mit Berndt Lüderitz als Herausgeber)
- mit Wilhelm Haverkamp: Moderne Herzrhythmustherapie. Thieme, Stuttgart 2003, ISBN 3-13-1262818.
- mit G. P. Diller und H. Baumgartner Angeborene Herzfehler im Erwachsenenalter. Dtsch Arztebl Int 2011; 108(26):452-459
- Cardiac Mapping, edited by Mohammad Shenasa, Martin Borggrefe, Günter Breithardt, 1. und 2. Auflage 1993, 2003, Futura Publishing Company, Mount Kisco, New York, 3. und 4. Auflage 2009, 2013, Wiley-Blackwell, Chichester, UK.
- Gutartiges Herzjagen. Deutsche Herzstiftung, Frankfurt 2019 (zusammen mit Paulus Kirchhof und Stefan Zellerhoff)
- mit P. Kirchhof und anderen Outcome parameters for trials in atrial fibrillation: executive summary. Eur Heart J. 2007; 28(22):2803-2817
- mit L. Fabritz und anderen Dynamic risk assessment to improve quality of care in patients with atrial fibrillation: the 7th AFNET/EHRA Consensus Conference. EP Europace 2021; 23(3):329-344
- The ESC Ethics Committee. In: European Heart Journal. 40, 2019, S. 2284-2286, doi:10.1093/eurheartj/ehz491.
- Personalised medicine – between hype and hope. Its present role in atrial fibrillation. Rev R Acad Med Catalunya 2019; 34(4):152-161
- mit P. Kirchhof und anderen Early Rhythm-Control Therapy in Patients with Atrial Fibrillation. In: New England Journal of Medicine. 383, 2020, S. 1305-1316, doi:10.1056/NEJMoa2019422.
- mit anderen Management of Cardiac Patients During the COVID-19 Pandemic. In: Journal of the Saudi Heart Association. Band 32, Nummer 5, 2020, S. 24–25, doi:10.37616/2212-5043.1086, PMID 33329997, PMC 7735963 (freier Volltext).
- Historische Entwicklung der Diagnostik der bradykarden Rhythmusstörungen, Herzschrittmacherther Elektrophysiol. 2024, Band 35 (Suppl 1):5–17

In der Medline-Datenbank PubMed wird Breithardt als Autor oder Mitautor von 975 zwischen 1969 und 2025 erschienenen Fachpublikationen genannt.